# 禮文島
禮文島（日语：／ Rebuntō */?）是位於日本北海道北部、稚内以西方60公里處日本海上的一個島嶼。屬禮文郡禮文町管轄。禮文島位於利尻島西北，隔禮文水道和利尻島相望。由於禮文島自海拔0米處就生長有200種類以上的高山植物，因此又有花之浮島的別稱。2022年（令和4年）3月1日的人口有2,352人。禮文島北部樹木稀少的草原是明治時期過度採伐加上多次森林大火所形成。

## 島名由來
地名的語源系來自於愛努語中的「rep-un-sir/」（意為海對面的島）。
愛努語研究者山田秀三認為是指利尻島外海的島。

## 地理

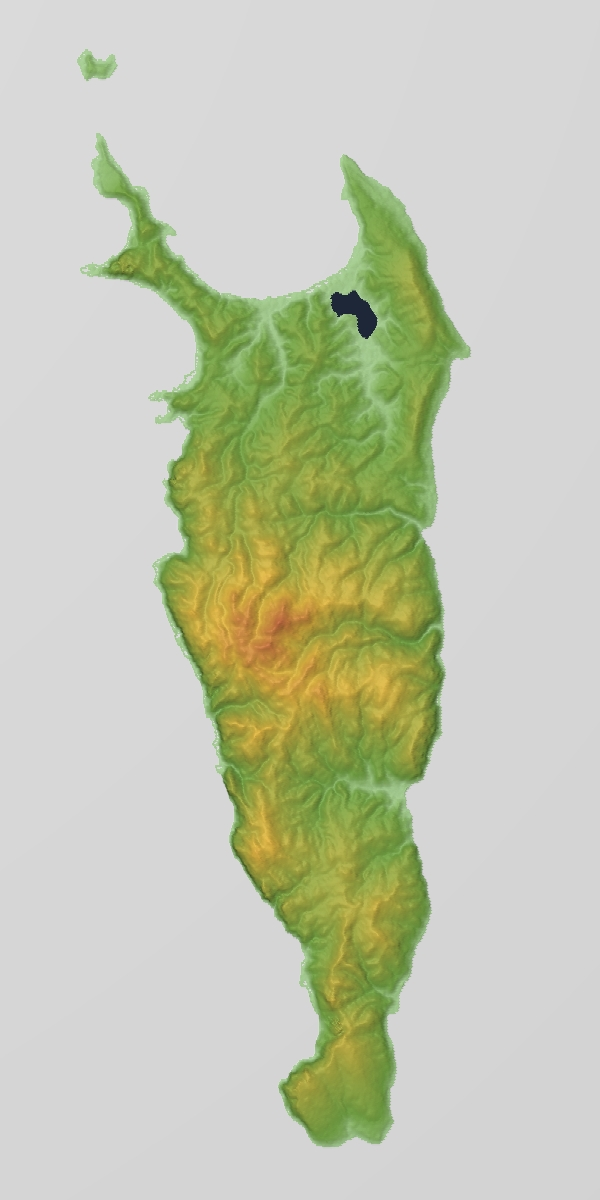
禮文島地形圖

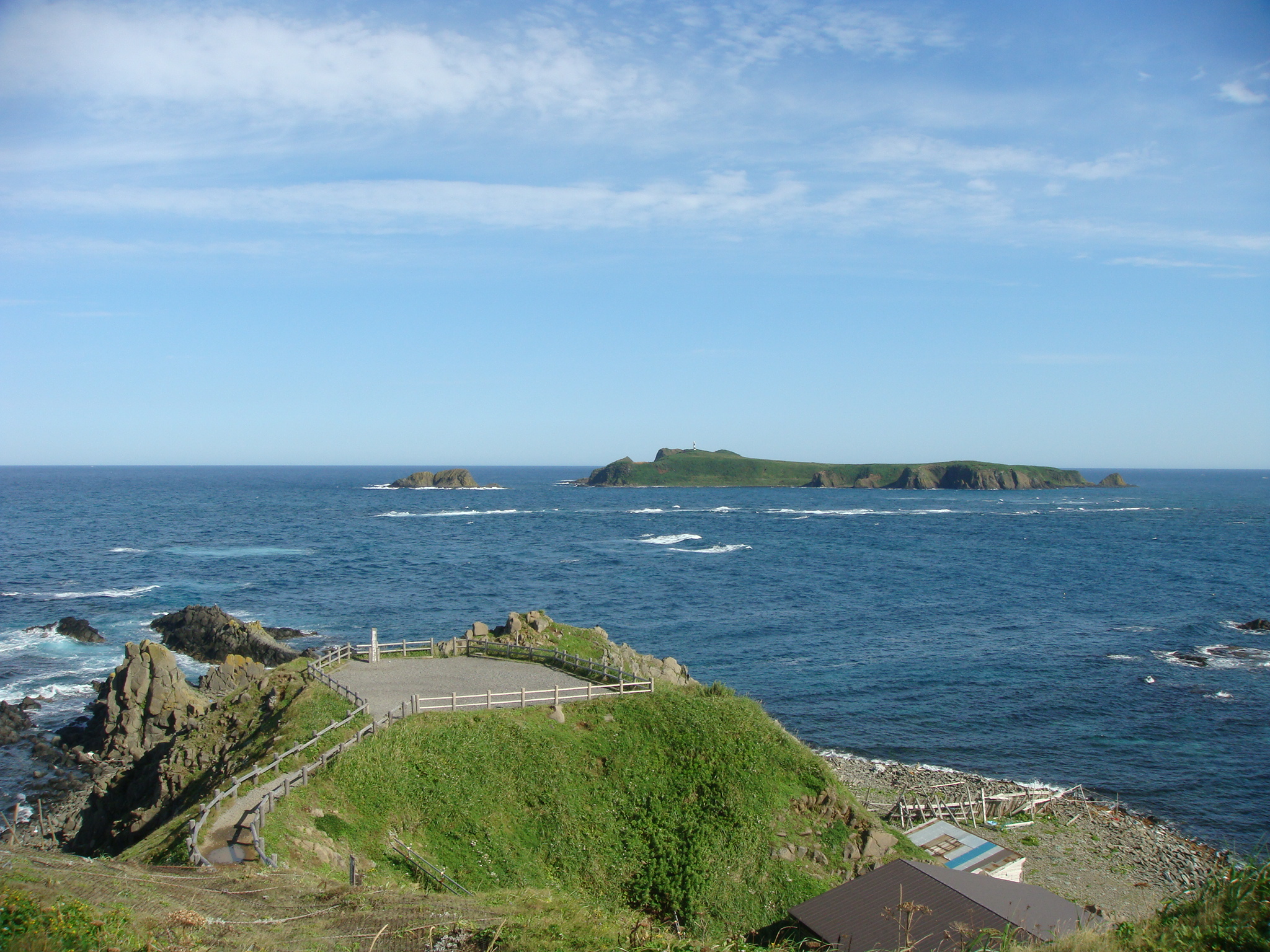
須古頓岬與海獅島

禮文島是日本最北端的有人島。東西長約7.9公里，南北長約25.8公里，周長約72公里。在須古頓岬和金田岬中間是直徑5公里，呈半圓形的船泊灣。島上最高點是禮文岳（標高490米）。須古頓岬北方約一公里處有座海獅島。

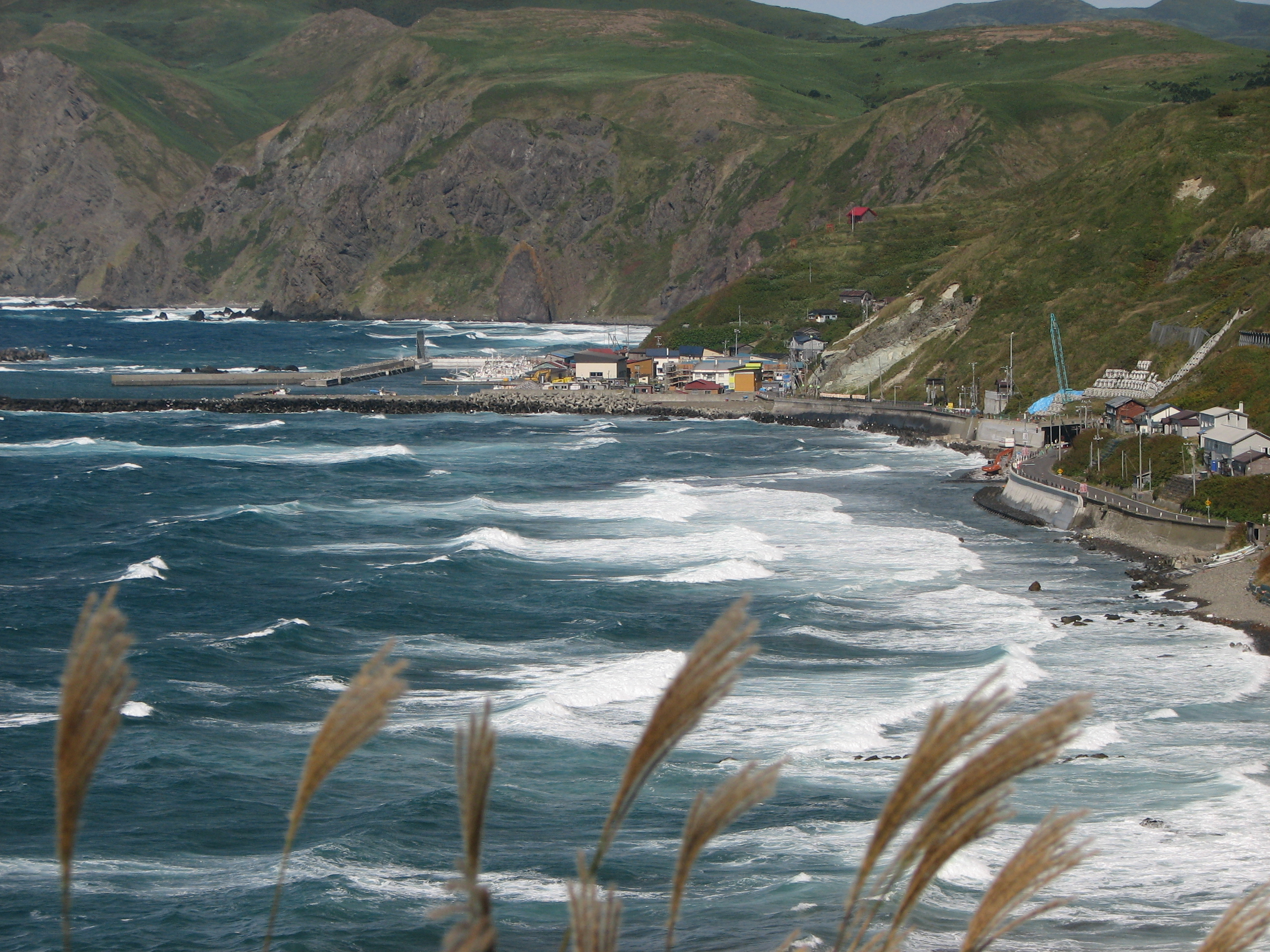
桃岩莊眺望元地漁港

禮文島多海蝕崖，雖海拔不高但氣候寒冷，屬冰緣形地形，有高山性植物群落。禮文島是座丘陵性地形的離島。島嶼北部和南部有標高100m左右，形成於第四紀更新世時期的海岸段丘。
聚落多集中在東海岸和北部及南部，西海岸則有元地、宇遠内、西上泊、鐵府等集落。禮文島的東海岸和北部有香深、船泊等島上的中心集落，交通相對較為便捷。禮文島的東部有一條縱貫全島的公路，途徑島嶼的北部、東部和南部。但縱貫西海岸的道路是林道，車輛無法通行。島中央有未鋪面的禮文林道。
島北部有淡水湖久種湖。

### 地形
在禮文島上發現了自白堊紀至新近紀中新世在海底堆積的砂岩和泥岩，以及火山岩的地層。另外在地藏地蔵岩的附近發現了1億1150萬年前的菊石目的化石。島上新近紀中新世的地層則主要來自於海底火山的残骸，主要出現在須古頓岬的附近。白堊紀的地層主要出現在以禮文岳為中心的島嶼中部。另外桃岩是在約1300萬年前岩漿自海底噴出時形成，由這些證據來看，禮文島應該是在海底形成的。
禮文島呈南北向是由於島嶼骨幹白堊紀地層南北褶曲所導致。
禮文島各處都可看到安山岩、玄武岩的柱状節理以岩脈的形式出現。另外禮文島還產出化石和燧石。

### 氣候
禮文島屬柯本氣候分類法的常濕冷溫氣候 (Df) 。由於禮文島屬海洋性氣候，因此即使在冬季最低溫度也不會低於-16℃。但同時受到利曼洋流的影響，白天氣溫也較少上升。在1月至2月時，最高氣溫也只有約-3℃。2010年2月3日時，禮文島的最高氣溫曾只有-12.5℃，創下最高氣溫的新低記錄。
西海岸地形險峻，加上全年都有自西吹來的強季節風，氣候也十分嚴峻，因此高大的樹木難以生長，植被較為荒涼，最多的植物是華箬竹。
- 過去最高溫：31.0℃（1989年7月26日）船泊地區
- 過去最低溫：-19.4℃（1978年2月16日） 船泊地區
- 年間降雨量：最多1247mm（1999年）船泊地區、最少709mm（1979年）船泊地區
- 日最大降雨量：最多111mm（2007年8月1日）幌泊地區
- 最大瞬間風速：29.9m/s（2010年9月29日）香深地區

## 自然

#### 動物相
禮文島上生存有日本歌鴝、紅喉歌鴝、日本樹鶯、蒼眉蝗鶯、北蝗鶯等鳥類，久種湖附近有時可以看見牛背鷺、大田鷸、小辮鴴、戴勝等鳥類。海岸地區生存有暗綠背鸕鶿、黑尾鷗、灰背鷗。
在哺乳動物方面，島上沒有棕熊、蝦夷鹿、狐狸，但有日本鼬（移入種）、花栗鼠、谷地鼠、鼩鼱、蝙蝠。以前還有蝦夷栗鼠、小飛鼠、日本伶鼬、日本水獺、日本海獅、領航鯨，但現在已經滅絕。禮文島過去曾是日本海獅的生息地之一，自繩文時代開始，在禮文島就有狩獵水獺的活動。1974年，有人在禮文島目擊到日本水獺出現，這也是除了竹島（韓國稱獨島）的目擊記錄之外之外最後的日本水獺目擊記錄。另外，該島和千葉縣也是日本國內僅有的兩個出土過領航鯨的地區。現在在禮文島棲息的鰭足類動物則有北海獅和斑海豹。雖然北海獅被日本環境省指定為瀕危動物，但由於會造成漁業損害，當地人時有捕殺北海獅。禮文島現在已很少能看到鯨魚類出現，但有時仍能確認到小鬚鯨、貝氏喙鯨、史氏中喙鯨、虎鯨、太平洋短吻海豚、多爾鼠海豚、鼠海豚出現，有時也能看到白鯨。據考古學上的發現和捕獲記録來看，在捕鯨時代之前，禮文島曾有不少灰鯨和北太平洋露脊鯨、座頭鯨、長鬚鯨等大型鯨生存。
此外禮文島還有少量蝦夷赤蛙、日本小龍蝦棲息。島上沒有蛇類棲息。

#### 植物相
島上的針葉樹大多是椴松，落葉闊葉樹則多是岳樺、龍江柳，在低標高處也有偃松分佈。島上草原的主要植物則是千島笹、九枚笹。樹林下則有根曲竹與蔦漆。花類有禮文草、禮文薄雪草、禮文敦盛草、仙女木、二並草、礼文小櫻、禮文花忍、東北老鸛草、禮文唐松等。

## 歷史
禮文島形成在新生代第三紀或在其之前。在島上的香深井和船泊發現了先史時代的鄂霍次克文化期的遺跡，並且島上也發現了愛努時期的堡壘遺跡。1456年時，島上的香深井愛努部落和磯谷愛努部落在現在的桃岩附近交戰。
1685年時，禮文島成為松前藩直轄的宗谷場所的附屬場所。之後宗谷場所分裂，禮文、利尻、宗谷成為獨立場所。1846年時，陸奥國（青森）人首次在這裡開闢漁場。1885年時，小樽-利尻-禮文之間的航路開始通航。進入大正時代後，禮文島上開始開採煤礦。在1924年至1926年，為了驅除野鼠和養殖毛皮，自千島群島新知島引入狐狸養殖，但狐狸卻成為棘球蚴病感染源。至1963年時，有約200人因棘球蚴病死亡。現在由於密獵者打獵的結果，狐狸在禮文島上已經滅絕，棘球蚴病在島上也已經被消滅，禮文島現在是棘球蚴病非汚染地區。

## 旅遊
禮文島內整備有多條觀光路線，包括自最北部須古頓岬出發，縱貫西岸的「愛與浪漫的8小時路線」和「環繞諸海岬路線」、「花之路」等能觀賞高山植物的路線。由於氣候冷涼，島上自最高峰的禮文岳（490m）至島嶼西半部的地區分佈有禮文敦盛草等約300種類的高山植物，其中有多種植物只生存在禮文島。全島均被劃入利尻禮文佐呂別國立公園。島內各漁港內的防波堤也是垂釣的聖地。
在2007年，禮文島上成功開採了溫泉（禮文島溫泉）。近年在禮文島北部的船舶灣地區，全年都可觀察到野生海豹。此外有時也可以觀察到北海獅。
禮文島上有富士見丘滑雪場、久種湖畔滑雪場兩處滑雪場
。久種湖畔滑雪場是日本最北端的滑雪場。
日本最北端的湖泊久種湖也位於禮文島。此外島上還有禮文瀑布，但是由於瀑布距離觀光路線較遠，因此較少有團體遊客到訪。
- 桃岩
- 澄海岬
- 元地海岸和貓岩
- 桃岩莊

## 交通

### 航路
禮文島上主要的交通據點是香深港。HeartLand渡船運行有香深港和稚內港、鴛泊港、沓形港之間的往返航線。前往稚內港的渡輪需時2小時5分至2時間50分，每天有2至5次。前往鴛泊港的渡輪需時40分，每日有1至2次。前往沓形港的渡輪需時40分，每日運行2次2（僅5 - 9月運行）。

### 空路
禮文機場是禮文島上唯一的機場，但自2003年（平成15年）4月之後已無定期航班飛行。自2009年4月開始，禮文機場暫停使用，僅供醫療後送等緊急用途。

## 外部連結
- （日語）禮文町觀光協會 （页面存档备份，存于）
- （日語）禮文島自然情報
- （日語）禮文島旅遊民宿情報 （页面存档备份，存于）
- （中文）欢迎您到日本最北端花之岛礼文岛 （页面存档备份，存于）